# Autonome Pfalz

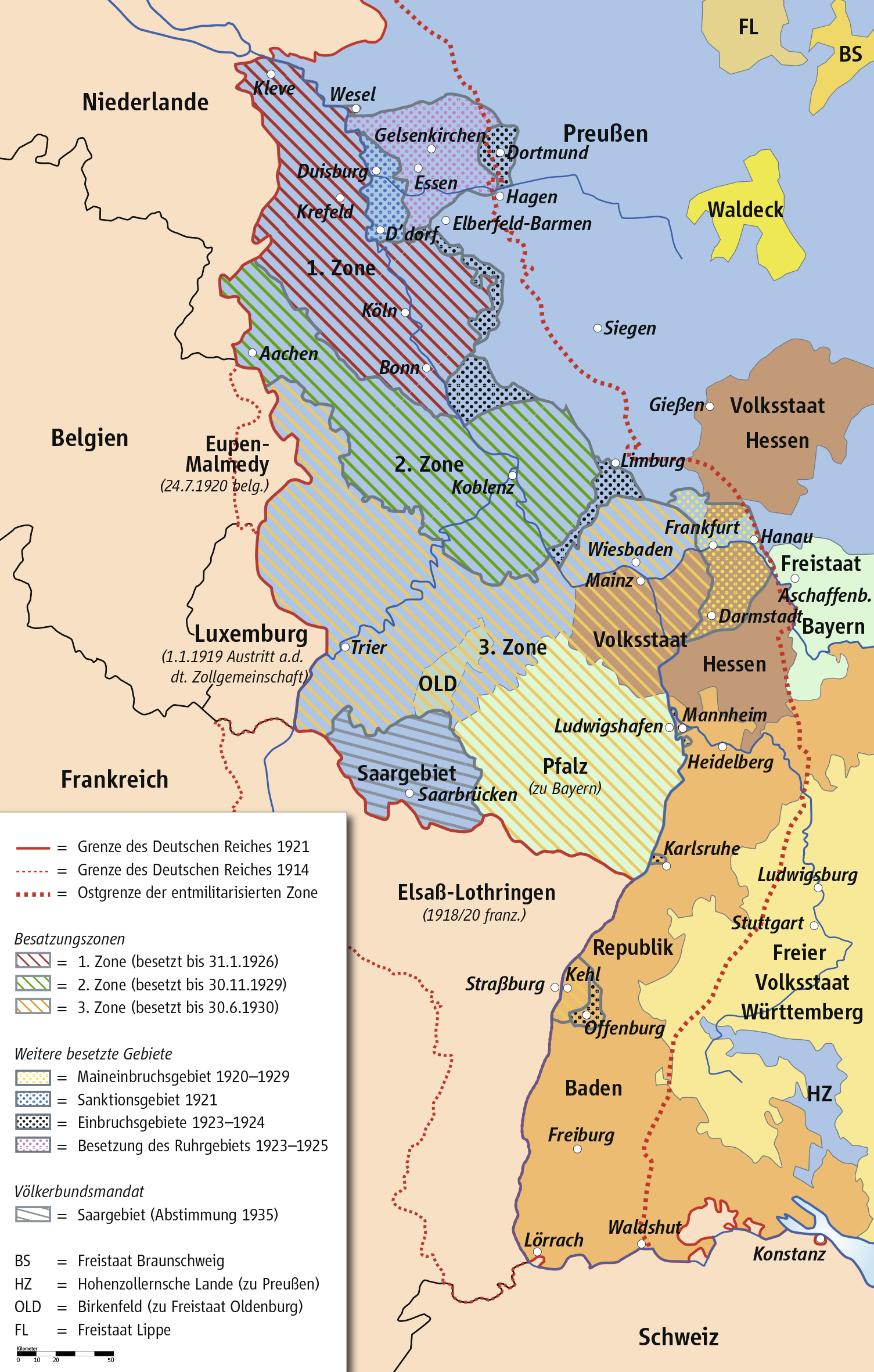
Verwaltung bzw. Besatzung der westdeutschen Gebiete, Ende 1923

Mit Autonome Pfalz werden die Versuche bezeichnet, nach dem Ersten Weltkrieg die linksrheinische Pfalz als autonomen, von Bayern unabhängigen Staat zu etablieren. Während der Zeit der französischen Besetzung nach dem Ersten Weltkrieg entwickelten sich separatistische Tendenzen zunächst mit dem Ziel eines eigenständigen Staates im Verband des Deutschen Reiches, später auch zur Schaffung eines vom Reich unabhängigen und an Frankreich angelehnten Staates.

## Pfälzische Republik

### Eberhard Haaß
Schon im Herbst 1918 gründete der Chemiker Eberhard Haaß in Landau den „Bund Freie Pfalz“. Unterstützt wurde Haaß durch den französischen General Augustin Grégoire Arthur Gérard. Im Mai 1919 forderte Haaß den Regierungspräsidenten der Pfalz, Theodor von Winterstein, auf, die Führung der separatistischen Bewegung zu übernehmen. Da dieser sich verweigerte, wurde er von den Besatzungsbehörden aus der Pfalz ausgewiesen. Daraufhin rief Haaß am 1. Juni 1919 die „Pfälzische Republik“ aus und versuchte vergeblich, das Regierungspräsidium in Speyer zu besetzen. Der Zeitpunkt für den Putsch war äußerst ungünstig gewählt, denn für den gleichen Tag war in Speyer eine von den Besatzungsbehörden genehmigte Demonstration für den Verbleib bei Bayern angesetzt, an der mehr als 10.000 Menschen teilnahmen. Wenig später verlor Haaß mit der Abberufung General Gérards seinen wichtigsten Unterstützer, der „Bund Freie Pfalz“ war damit gescheitert.

### Reaktionen Bayerns
Um den Separatismus zu bekämpfen und die Verbindung zur pfälzischen Verwaltung zu halten, gründete die bayerische Regierung die Zentralstelle für pfälzische Angelegenheiten (später Haupthilfsstelle für die Pfalz) unter Leitung von August Eberlein. Sie hatte ihren Sitz zunächst in Mannheim und später in Heidelberg und war damit knapp außerhalb des französischen Besatzungsgebiets angesiedelt. Die Einrichtung übernahmen auch einen Teil der Aufgaben der legitimen pfälzischen Regierung, Kernziel war aber die Abwehr des pfälzischen Separatismus durch Presse- und Propagandaveröffentlichungen, durch die Kontaktaufnahme zu pfälzischen Persönlichkeiten und Einrichtungen und auch durch Erhebung von nachrichtendienstlichen Informationen. Gleichzeitig wurde bei der bayerischen Regierung der Posten eines Staatskommissars für die Pfalz geschaffen. Erster Amtsinhaber war von Winterstein, ihm folgte Lorenz Wappes.

## Autonome Pfalz

### Ursachen
Die französisch-belgische Ruhrbesetzung seit Frühjahr 1923 und die dadurch entstandenen wirtschaftlichen Probleme, insbesondere die Inflation, standen am Anfang der zweiten Phase des pfälzischen Separatismus.

### Johannes Hoffmann
Im Oktober 1923 waren es zunächst einige pfälzische Sozialdemokraten unter Johannes Hoffmann, die – unterstützt durch den Kommandeur der französischen Besatzungsmacht, General Adalbert François Alexandre de Metz – einen selbstständigen pfälzischen Staat im Verband des Deutschen Reichs schaffen wollten, bis sie am Widerstand von Behörden und Parteien – vor allem Hoffmanns Sozialdemokraten verweigerten sich einem Schulterschluss – scheiterten.

### Franz Joseph Heinz

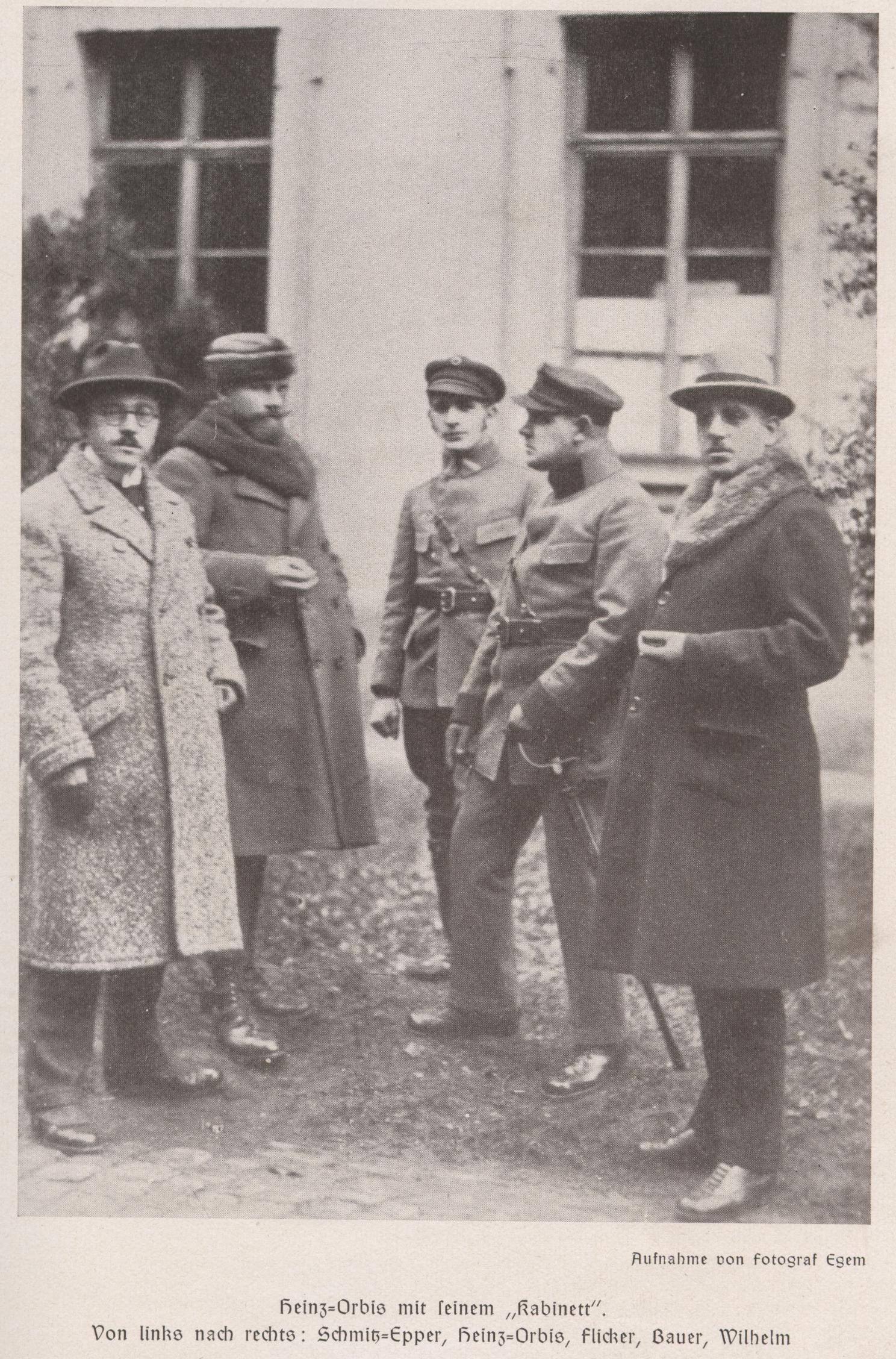
Heinz (2. von links) und Mitglieder seines Kabinetts, 1923

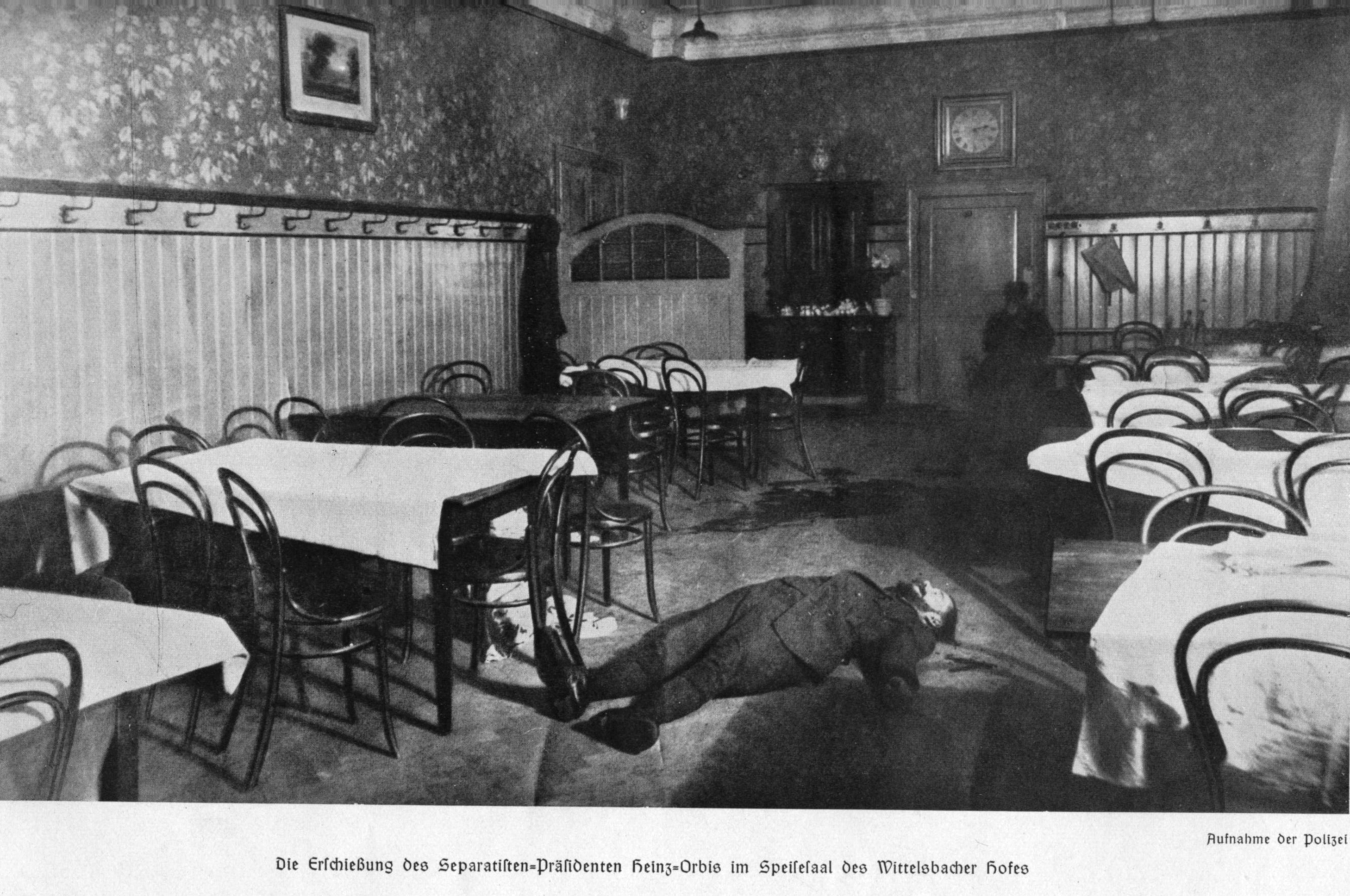
Die Leiche von Heinz im Wittelsbacher Hof Speyer

Im Gegensatz dazu verfolgte Franz Joseph Heinz, nach seinem Heimatort auch Heinz-Orbis genannt, wesentlich radikalere Ziele: die Schaffung eines vom Reich unabhängigen und an Frankreich angelehnten Staates. Mit Hilfe seines „Pfälzischen Corps“ erlangte er zwischen dem 6. und 10. Oktober 1923 die Kontrolle über die pfälzischen Städte Kaiserslautern, Neustadt an der Haardt und Landau. Nach der Kapitulation der Regierung der Pfalz rief Heinz am 12. November 1923 in Speyer die Autonome Pfalz im Verband der Rheinischen Republik aus. In den nächsten Wochen fielen den Separatisten immer mehr pfälzische Städte zu, so etwa Edenkoben in der Nacht des 18. November.
Offenbar mit Billigung der bayerischen Regierung und unter Planung der Abwehrstelle in Heidelberg wurden Heinz und seine engsten Gefolgsleute (unter ihnen Nikolaus Fußhöller) am 9. Januar 1924 im Gastzimmer des Speyerer Hotels „Wittelsbacher Hof“ von Angehörigen des Bundes Wiking ermordet. Abends stürmten unter dem Kommando von Edgar Julius Jung rund 20 Männer, die über den zugefrorenen Rhein gekommen waren, den Speisesaal im „Wittelsbacher Hof“. Die Attentäter riefen: „Hände hoch, es gilt nur den Separatisten!“ und schossen die zusammen an einem Tisch essenden Männer sofort nieder. Matthias Sand, ein Bekannter von Heinz, der bei den Pfälzer Autonomen saß, wurde ebenfalls getötet. Der unbeteiligte Geschäftsreisende Wilhelm Spankuß, der zufällig am gleichen Tisch Platz genommen hatte, verlor infolge eines Schusses quer durch den Mund zwei Backenzähne. Bei dem anschließenden Schusswechsel starben auch zwei der Angreifer, Franz Hellinger und Ferdinand Wiesmann; Jung wurde nur leicht verletzt und floh aus der Pfalz nach München.
Nach der Tat bildete der bisherige Stellvertreter von Heinz, der Fabrikbesitzer und  Stadtrat aus Kirchheimbolanden Adolf Bley, eine kurzlebige neue Regierung. Die Tat bedeutete aber letztlich das Ende der Separatisten, die in der Bevölkerung wegen ihrer Nähe zum französischen Staat nie beliebt waren und aufgrund finanzieller Probleme und der Tatsache, dass die Beamtenschaft der bayerischen Regierung die Treue hielt, nie die Verwaltung unter ihre tatsächliche Kontrolle bekommen konnten.
Die Morde wurden in der Zeit des Nationalsozialismus von der Staatsanwaltschaft als legaler Akt der Staatsnothilfe eingestuft. Vorher wurde den beiden toten Attentätern 1932 auf Initiative von rechtsradikalen Sympathisanten sogar ein Denkmal auf dem Speyerer Friedhof gesetzt. In Kaiserslautern wurde eine Straße nach Ferdinand Wiesmann benannt, die jedoch später wieder ihren alten Namen Schwanenstraße zurückerhielt.

### Sturm auf das Pirmasenser Bezirksamt

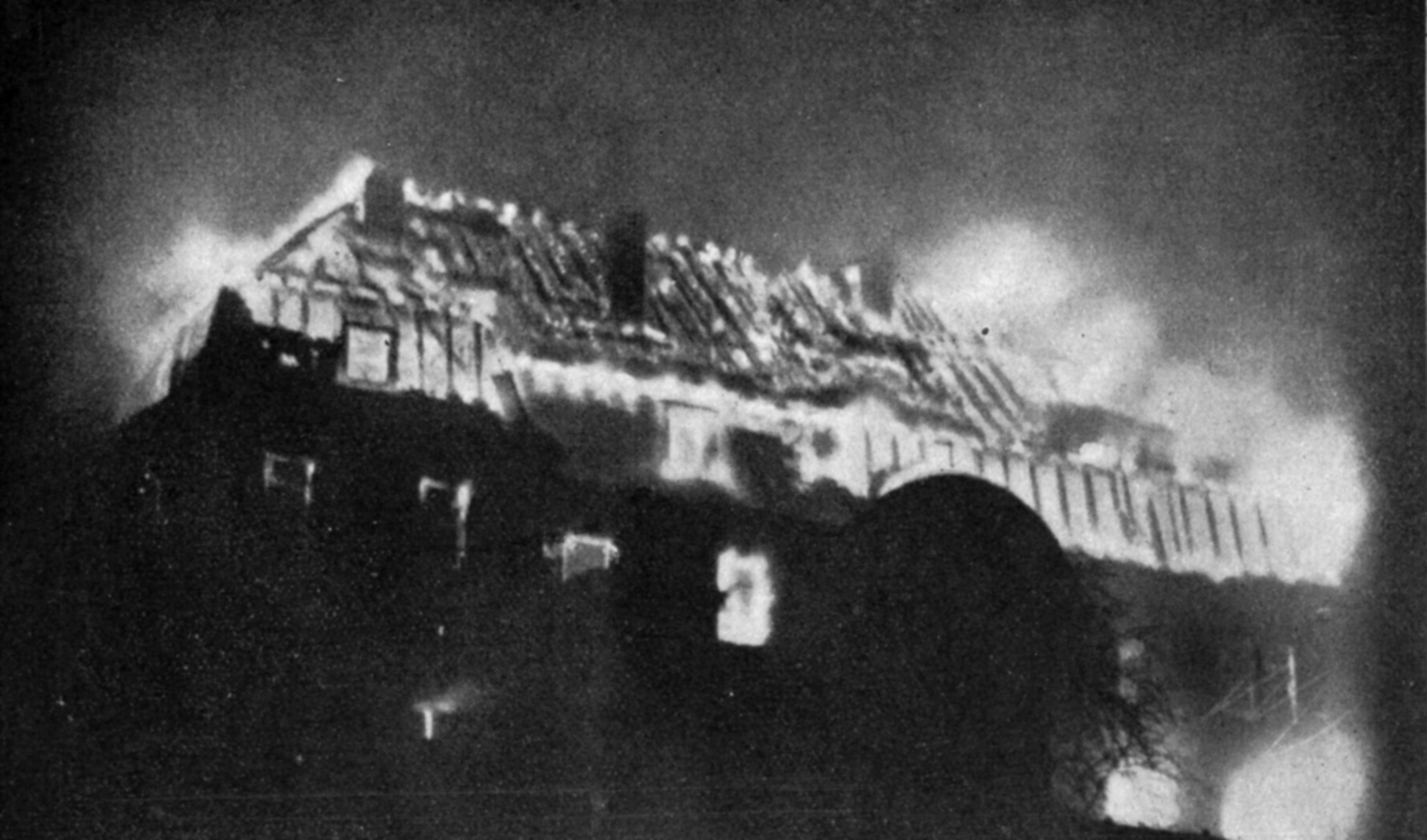
Das brennende Bezirksamt Pirmasens, Nacht vom 12. zum 13. Februar 1924

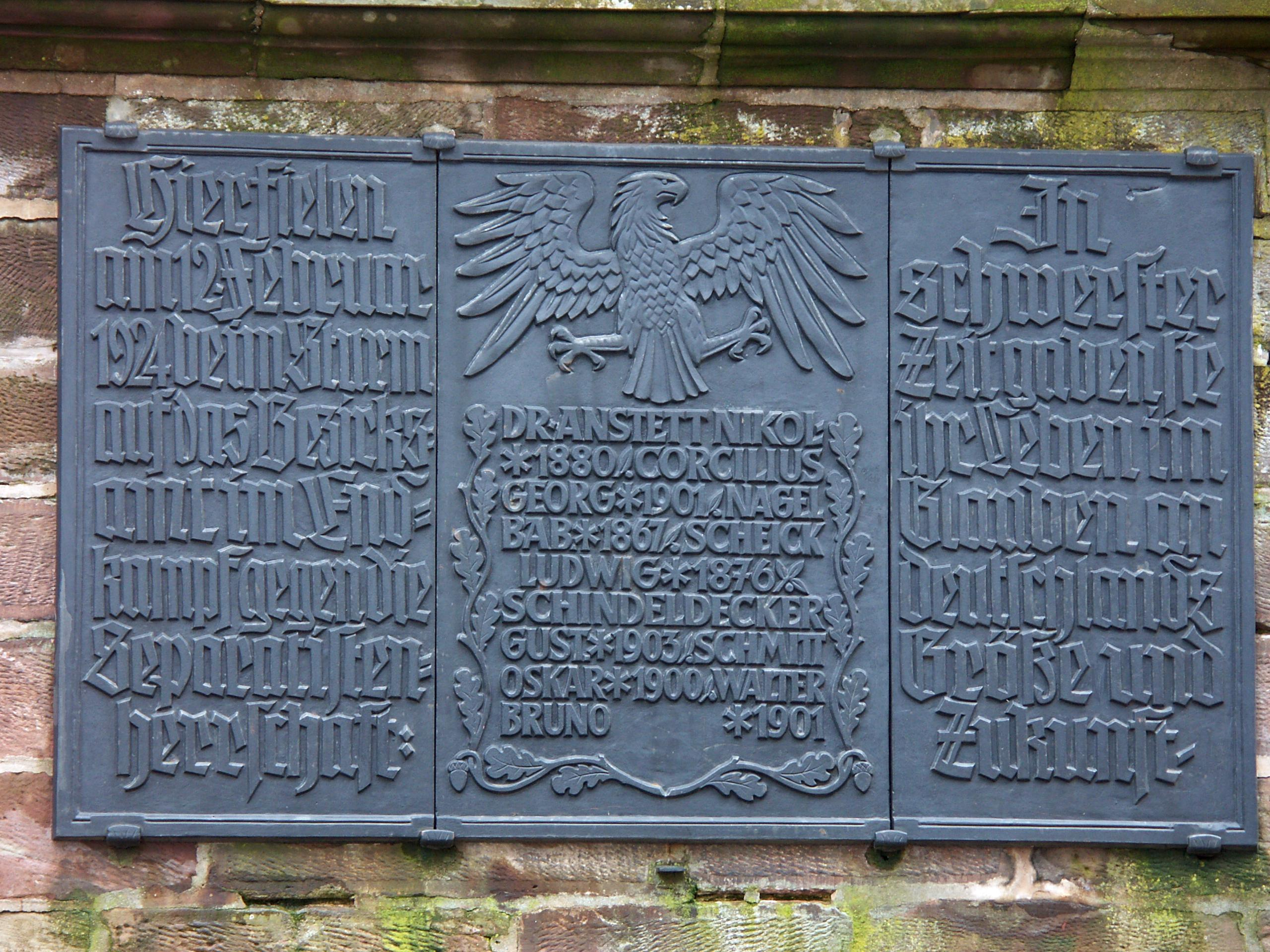
Pirmasens, Gedenktafel für den 12. Februar 1924

Der Schlusspunkt für die Autonome Pfalz wurde mit dem – von den französischen Truppen durch anfängliches Nichteingreifen begünstigten – Sturm auf das Pirmasenser Bezirksamt am 12. Februar 1924 gesetzt. Nachdem eine Menschenmenge am Verlagshaus der Pirmasenser Zeitung die Wiederherstellung der Pressefreiheit gefordert hatte, führte sie der von der bayerischen Abwehrstelle instruierte Bankbote Albert Gießler zum Sitz der Separatisten im Bezirksamt, wo er deren Abzug aus der Stadt forderte. Nach deren Weigerung versuchte Gießler mit bewaffneten Freiwilligen gewaltsam ins Bezirksamt einzudringen, was die Separatisten mit Schüssen beantworteten. Alle sechzehn im – vor der Erstürmung in Brand gesteckten – Bezirksamt anwesenden Separatisten fielen bei der Erstürmung des Hauses oder wurden anschließend gelyncht, unter den Angreifern gab es sechs Tote und zwölf Schwerverletzte.

### Ende der „Autonomen Pfalz“
Politisch war das Ende der „Autonomen Pfalz“ schon zuvor weitgehend geklärt. Das Verhältnis zwischen dem Deutschen Reich und Frankreich hatte sich Anfang 1924 mit dem Abschluss der MICUM-Abkommen deutlich gebessert. Zudem hatten sich am 11. Januar 1924 der Speyerer Bischof Ludwig Sebastian und der Kirchenpräsident der Protestantischen Landeskirche der Pfalz, Karl Heinrich Fleischmann (1867–1954), gegen eine Anerkennung der „Autonomen Pfalz“ ausgesprochen.
Bereits im November 1923 hatte Lord Kilmarnock (1876–1928), britischer Oberkommissar bei der interalliierten Rheinlandkommission, seiner Regierung eine Untersuchung der Situation vorgeschlagen. Diese Anregung wurde nun von der britischen Regierung aufgegriffen, in deren Auftrag Robert Henry Clive (1877–1948), britischer Generalkonsul in München, vom 14. bis 18. Januar 1924 die Pfalz bereiste. Clive stellte dabei fest, dass die Mehrheit der Bevölkerung die separatistische Regierung ablehne, weil sie über keine Regierungserfahrung verfüge und sich nur mit französischer Hilfe halten könne.
Auf diesen Bericht hin erreichte Großbritannien die Einsetzung eines Untersuchungsausschusses der interalliierten Rheinlandkommission, der vom 14. bis 16. Februar mit dem Kreisausschuss der Pfalz das Speyerer Abkommen aushandelte. In diesem Abkommen wurden der Abzug der Separatisten und der Übergang der Verwaltung auf die (bayerische) Kreisregierung geregelt.